# Stephen Morrel
Stephen Morrel (27 maggio 1981) è un ex calciatore figiano, di ruolo centrocampista.

## Carriera

### Club
Ha giocato tutta la carriera nel campionato inglese.

### Nazionale
Con la maglia della Nazionale ha disputato 2 partite.